# Nuriootpa
Nuriootpa ist eine Stadt im Barossa Valley, South Australia, 76 Kilometer nordöstlich von Adelaide.
Die Stadt ist das Handelszentrum des Barossa Valley und liegt an dessen nördlichem Ende nahe dem Sturt Highway 270 Meter über dem Meeresspiegel. Der Name der Stadt kommt aus der Sprache der Aborigines und bedeutet so viel wie „Treffpunkt“.  Heute leben etwa 5.700 Menschen in Nuriootpa, das auch Heimat einiger der bekanntesten Weingüter wie Elderton, Kaesler Wines, Penfolds und Wolf Blass ist. Nuriootpa gehört zum Barossa Council, obwohl einige nördliche Randgebiete im Light Regional Council liegen.

## Geschichte
Vor der Besiedlung durch europäische Einwanderer lebte eine kleine Anzahl an Aborigines in der Gegend. Sie trafen sich regelmäßig, um Waren zu tauschen und sich an komplexen sozialen Riten zu beteiligen. Es wird angenommen, dass Nuriootpa einer der großen Treffpunkte in South Australia war.
Die ersten europäischen Entdecker kamen 1838 durch das Barossa Valley. Colonel William Light, der Surveyor-General von South Australia, verkaufte das Gebiet um das heutige Nuriootpa an den Unternehmer George Fife Angas. In der Folgezeit war das Gebiet kurzzeitig als Angas Park bekannt. Nach der Entdeckung eines Kupfervorkommens in der Nähe von Kapunda wurde die Stadt ein wichtiger Haltepunkt für Bergleute und Fahrer von Ochsengespannen. Um die wachsende Nachfrage nach Unterkunftsmöglichkeiten zu stillen, baute William Coulthard das Red Lion Hotel. Um dieses Hotel herum wuchs die Stadt, die im Jahre 1854 offiziell gegründet wurde.

## Klima
|                       | Jan  | Feb  | Mär  | Apr  | Mai  | Jun  | Jul  | Aug  | Sep  | Okt  | Nov  | Dez  |   |      |
| Mittl. Tagesmax. (°C) | 30,0 | 29,6 | 26,0 | 21,9 | 17,4 | 14,0 | 13,4 | 14,7 | 17,6 | 20,7 | 25,0 | 27,0 | ⌀ | 21,4 |
| Mittl. Tagesmin. (°C) | 14,5 | 14,6 | 11,6 | 9,0  | 6,8  | 5,1  | 4,4  | 4,8  | 6,9  | 8,0  | 11,0 | 12,3 | ⌀ | 9,1  |

| 14,5 |

| 14,6 |

| 11,6 |

| 9,0 |

| 6,8 |

| 5,1 |

| 4,4 |

| 4,8 |

| 6,9 |

| 8,0 |

| 11,0 |

| 12,3 |

| 14,5 |

| 14,6 |

| 11,6 |

| 9,0 |

| 6,8 |

| 5,1 |

| 4,4 |

| 4,8 |

| 6,9 |

| 8,0 |

| 11,0 |

| 12,3 |